# Världsmästerskapen i landsvägscykling 2021
Världsmästerskapen i landsvägscykling 2021 avgjordes i Flandern, Belgien från den 19 till den 26 september 2021. Det var mästerskapens 94:e upplaga och arrangerades av UCI.

## Medaljörer

### Elittävlingar
| Elitgrenar          | Guld                                                                                               | Guld     | Silver | Silver | Brons | Brons  |
| Damernas linjelopp  | Elisa Balsamo · Italien                                                                            | 3:52.27  | Marianne Vos · Nederländerna                                                                                           | +0     | Katarzyna Niewiadoma · Polen                                                                                      | +1     |
| Damernas tempolopp  | Ellen van Dijk · Nederländerna                                                                     | 36.05,28 | Marlen Reusser · Schweiz                                                                                               | +10,29 | Annemiek van Vleuten · Nederländerna                                                                              | +24,02 |
| Herrarnas linjelopp | Julian Alaphilippe · Frankrike                                                                     | 5:56.34  | Dylan van Baarle · Nederländerna                                                                                       | +32    | Michael Valgren · Danmark                                                                                         | +32    |
| Herrarnas tempolopp | Filippo Ganna · Italien                                                                            | 47.47,83 | Wout van Aert · Belgien                                                                                                | +5,37  | Remco Evenepoel · Belgien                                                                                         | +43,34 |
| Mixat lagtempolopp  | Tyskland · Lisa Brennauer · Lisa Klein · Mieke Kröger · Nikias Arndt · Tony Martin · Max Walscheid | 50.49,10 | Nederländerna · Annemiek van Vleuten · Ellen van Dijk · Riejanne Markus · Koen Bouwman · Bauke Mollema · Jos van Emden | +12,79 | Italien · Marta Cavalli · Elena Cecchini · Elisa Longo Borghini · Edoardo Affini · Filippo Ganna · Matteo Sobrero | +37,74 |

### U-23-tävlingar
| U-23-grenar         | Guld                            | Guld     | Silver                  | Silver | Brons                        | Brons  |
| Herrarnas linjelopp | Filippo Baroncini · Italien     | 3:37.36  | Biniam Girmay · Eritrea | +2     | Olav Kooij · Nederländerna   | +2     |
| Herrarnas tempolopp | Johan Price-Pejtersen · Danmark | 34:29.75 | Luke Plapp · Australien | +10,24 | Florian Vermeersch · Belgien | +11,39 |

### Juniortävlingar
| Juniorgrenar              | Guld                           | Guld     | Silver                         | Silver | Brons                          | Brons  |
| Damjuniorernas linjelopp  | Zoe Bäckstedt · Storbritannien | 1:55.33  | Kaia Schmid · USA              | +0     | Linda Riedmann · Tyskland      | +57    |
| Damjuniorernas tempolopp  | Alena Ivanchenko · Ryssland    | 25.05,49 | Zoe Bäckstedt · Storbritannien | +10,64 | Antonia Niedermaier · Tyskland | +25,32 |
| Herrjuniorernas linjelopp | Per Strand Hagenes · Norge     | 2:43.48  | Romain Grégoire · Frankrike    | +19    | Madis Mihkels · Estland        | +24    |
| Herrjuniorernas tempolopp | Gustav Wang · Danmark          | 25.37,42 | Josh Tarling · Storbritannien  | +20,20 | Alec Segaert · Belgien         | +29,48 |